# Fred Fassert
Fred Fassert (né en 1935) est un compositeur américain surtout connu comme étant le compositeur du tube Barbara Ann pour le groupe The Regents. Fassert a écrit ce morceau pour sa sœur, Barbara Ann Fassert. La chanson est rendue célèbre par la reprise des Beach Boys.